# Ascarina lucida
Ascarina lucida, comumente conhecida como Hutu é uma espécie de pequena árvore da família Chloranthaceae. É endêmica da Nova Zelândia, sendo comum nas regiões de West Coast e Nelson, em South Island e mais raramente encontrada em North Island. Uma típica associação da planta pode ser encontrada nas florestas podocarpa/folhosas de Westland com Blechnum discolor, Pseudowintera colorata, Pseudopanax colensoi e Coprosma lucida. A maioria dos membros do gênero é dioicia, produzindo flores unissexuais, masculinas ou femininas em plantas separadas. A Ascarina lucida, o único membro de seu gênero a existir na Nova Zelândia, é monoica.

## Tolerancia
A distribuição de Ascarina lucida sugere uma incapacidade de sobreviver a geadas ou secas severas. Sua tolerância ambiental a extremos climáticos foi testada experimentalmente expondo as mudas a geadas, secas e condições de solo encharcado. Ascarina lucida tem uma tolerância à seca semelhante à Coprosma grandifolia, uma espécie conhecida por ser intolerante à seca; as plântulas apresentaram tolerância considerável a solos encharcados, mas exibiram peso reduzido de raízes quando severamente encharcados; e uma geada de -2 °C resultou na mortalidade completa de mudas provenientes de populações de terras baixas e submontanas. A abundância de Ascarina lucia em um local pode ser parcialmente atribuída a um clima quente e úmido. No entanto, a natureza sucessional inicial desta espécie também sugere que o regime de perturbação desempenha um papel importante na regulação da sua distribuição e abundância.